# Chaeturginus
Chaeturginus is een geslacht van vliesvleugelige insecten uit de familie Andrenidae

## Soorten
- C. alexanderi Ruz & Melo, 1999